# Pukkisaari (ö i Mellersta Finland, Äänekoski, lat 62,67, long 25,95)
Pukkisaari är en ö i Finland. Den ligger i sjön Sumiainen och i kommunen Äänekoski i den ekonomiska regionen  Äänekoski ekonomiska region  och landskapet Mellersta Finland, i den centrala delen av landet, 280 km norr om huvudstaden Helsingfors. Öns area är 5,3 hektar och dess största längd är 450 meter i nord-sydlig riktning.